# Early (Texas)
Early è una città della contea di Brown, nello Stato del Texas, negli Stati Uniti. Secondo il censimento del 2020, possedeva una popolazione di 3 087 abitanti.

## Geografia fisica
Secondo l'Ufficio del censimento degli Stati Uniti, ha una superficie totale di 2,93 mi² (7,59 km²).

## Storia
Agli inizi degli anni 1850, un agricoltore di nome Welcome W. Chandler si stabilì nella zona. Nel 1856, i terreni circostanti appartenevano alla municipalità di Brownwood. Il primo ufficio postale nella contea di Brown è stato aperto nella casa di Chandler nel 1858. Intorno al 1869, a causa di problemi con l'approvvigionamento idrico e di una contesa per i terreni, molti abitanti di Brownwood si trasferirono dal lato est a quello ovest del Pecan Bayou. Nonostante il sito fosse abitato, il lato est del Pecan Bayou non era stato considerato come una comunità indipendente fino alla metà del XX secolo. Nel 1928 è stato istituito un distretto scolastico sul sito, intitolato a Walter U. Early, un avvocato che donò terreni per la costruzione di edifici scolastici. La città è stata riconosciuta il 15 dicembre 1951.

## Società

### Evoluzione demografica
Secondo il censimento del 2020, la popolazione era di 3 087 abitanti. Al precedente censimento, quello del 2010, la popolazione era di 2 762 abitanti.

### Etnie e minoranze straniere
Secondo il censimento del 2020, la composizione etnica della città era formata dal 74,44% di bianchi, l'1,23% di afroamericani, lo 0,81% di nativi americani, il 2,04% di asiatici, lo 0,26% di altre etnie e il 4,31% di due o più etnie. Ispanici o latinos di qualunque etnia erano il 16,91% della popolazione.

## Cultura
L'istruzione nella città di Early è fornita dall'Early Independent School District.